# Траметес різнобарвний
Траметес різнобарвний (Trametes versicolor) — вид деревних грибів-трутовиків роду Траметес (Trametes). Сапрофіт.

## Назва
Сучасну біномінальну назву надано у 1920 році.
В англомовній літературі гриб називають «хвостом індика» (англ. turkey tail). У Японії має назву «каваратаке», Китаї «Юн-чжи».

## Будова
Має тонке, шарувате, з різнокольоровими зонами плодове тіло. Шапинка (3-5 см) має шовковисте верхнє покриття, що радіально поділяється на зони різних відтінків оливкового, пурпурного, зеленого, сірого та чорного. Низ шапинки білий. Тканина шкіряста, кремово-біла, тонка. Спорова маса білувата.

## Життєвий цикл
Плодові тіла з'являються цілий рік. Плодові тіла однорічні.

## Поширення та середовище існування
Широко поширений вид. Росте на відмерлій деревині. У живих дерев викликає хвороби. Стовбур може бути повністю вкритий шапинками цього гриба. Моє схожість з траметес вохряним (Trametes ochracea).

## Практичне використання
Не їстівний. Використовують для виготовлення виробів, у флористиці. Є методи виготовлення якісного паперу з трутових.
Вважають, що гриб може допомагати лікувати рак. Традиційно використовується в медицині Китаю, Японії. Науковці проводили дослідження, виявили, що добре очищені екстракти з гриба містять полісахариди, які володіють лікувальними властивостями.

## Галерея

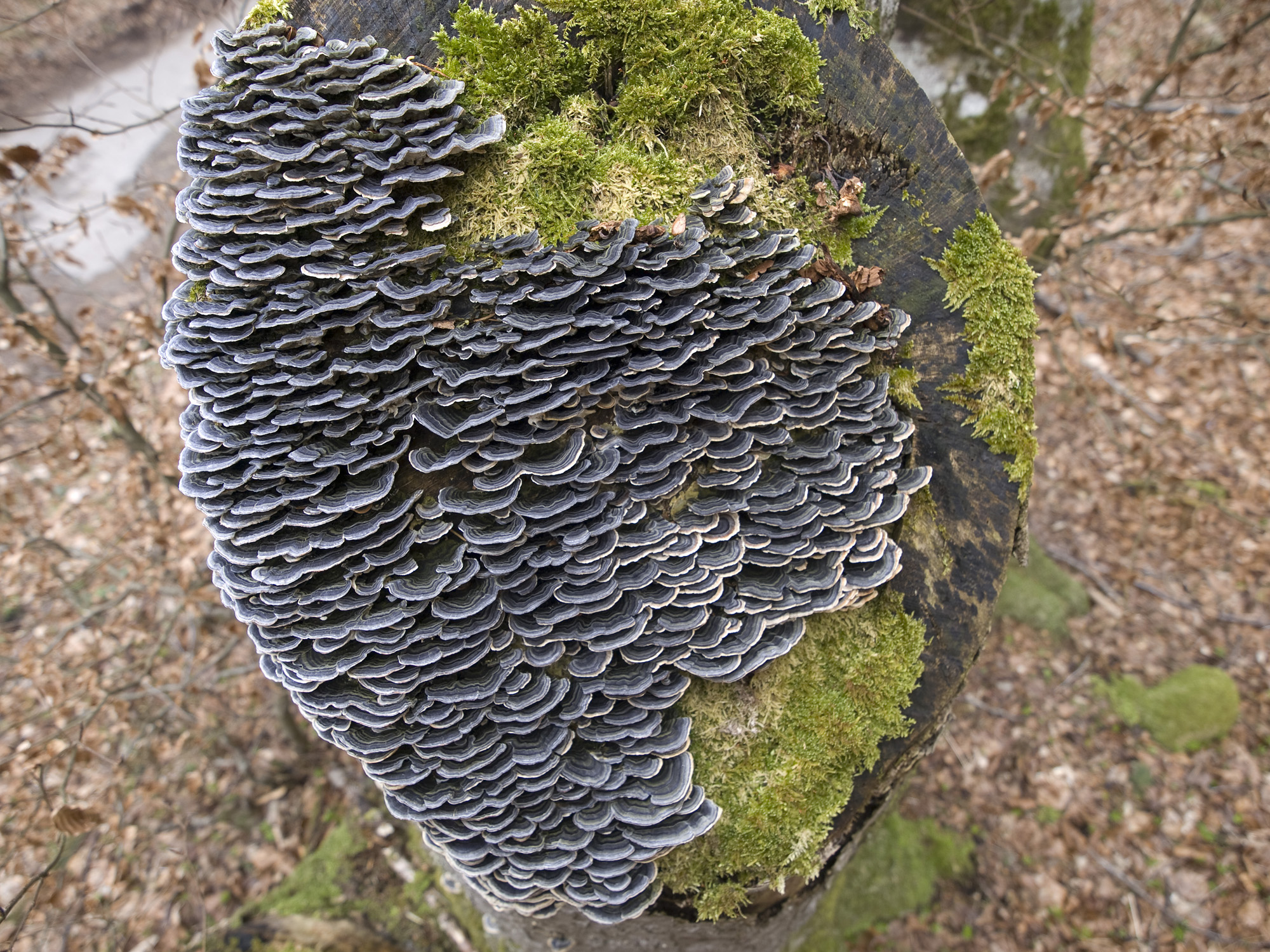
T. versicolor на пеньку
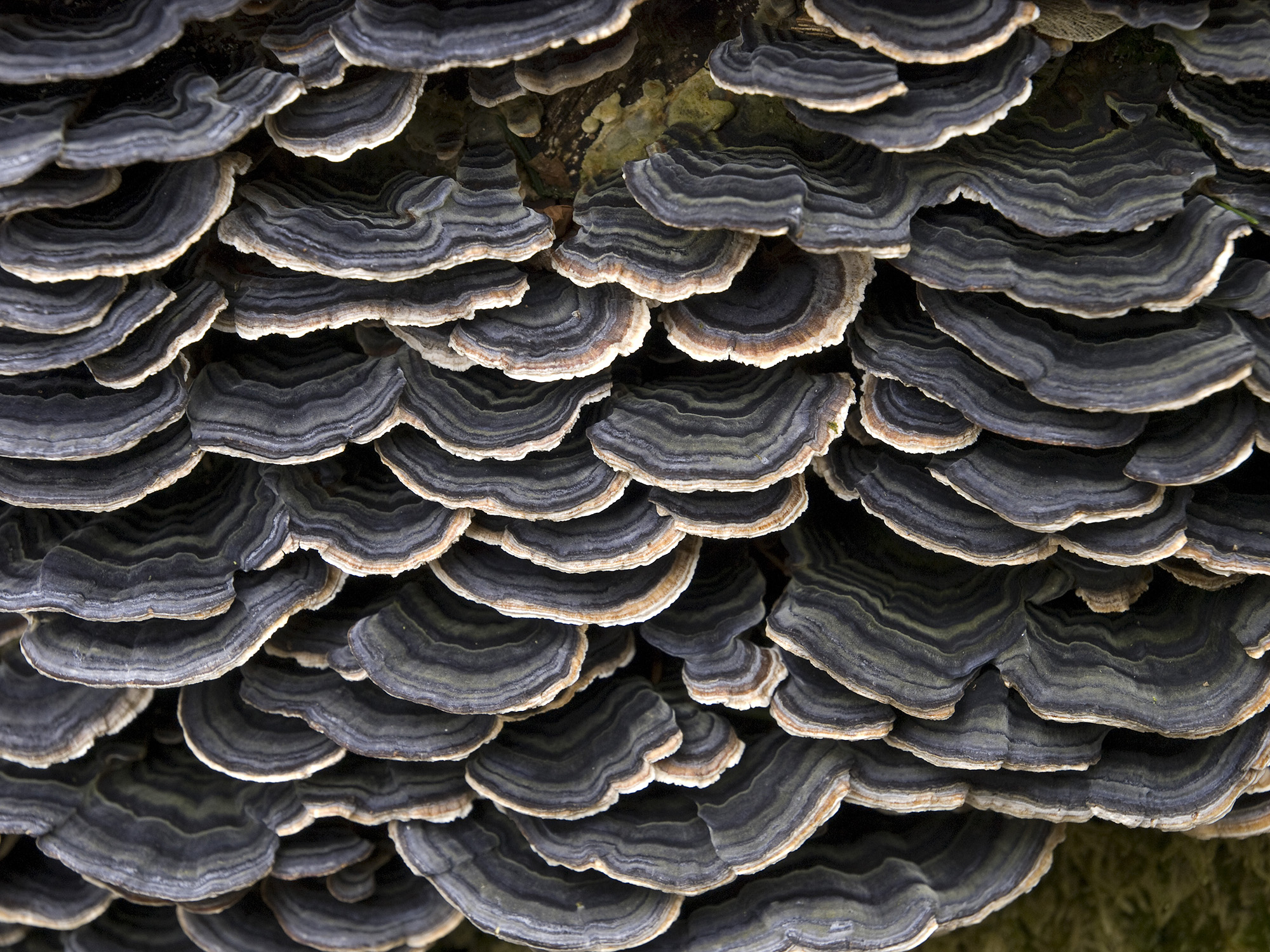
Збільшений T. versicolor.
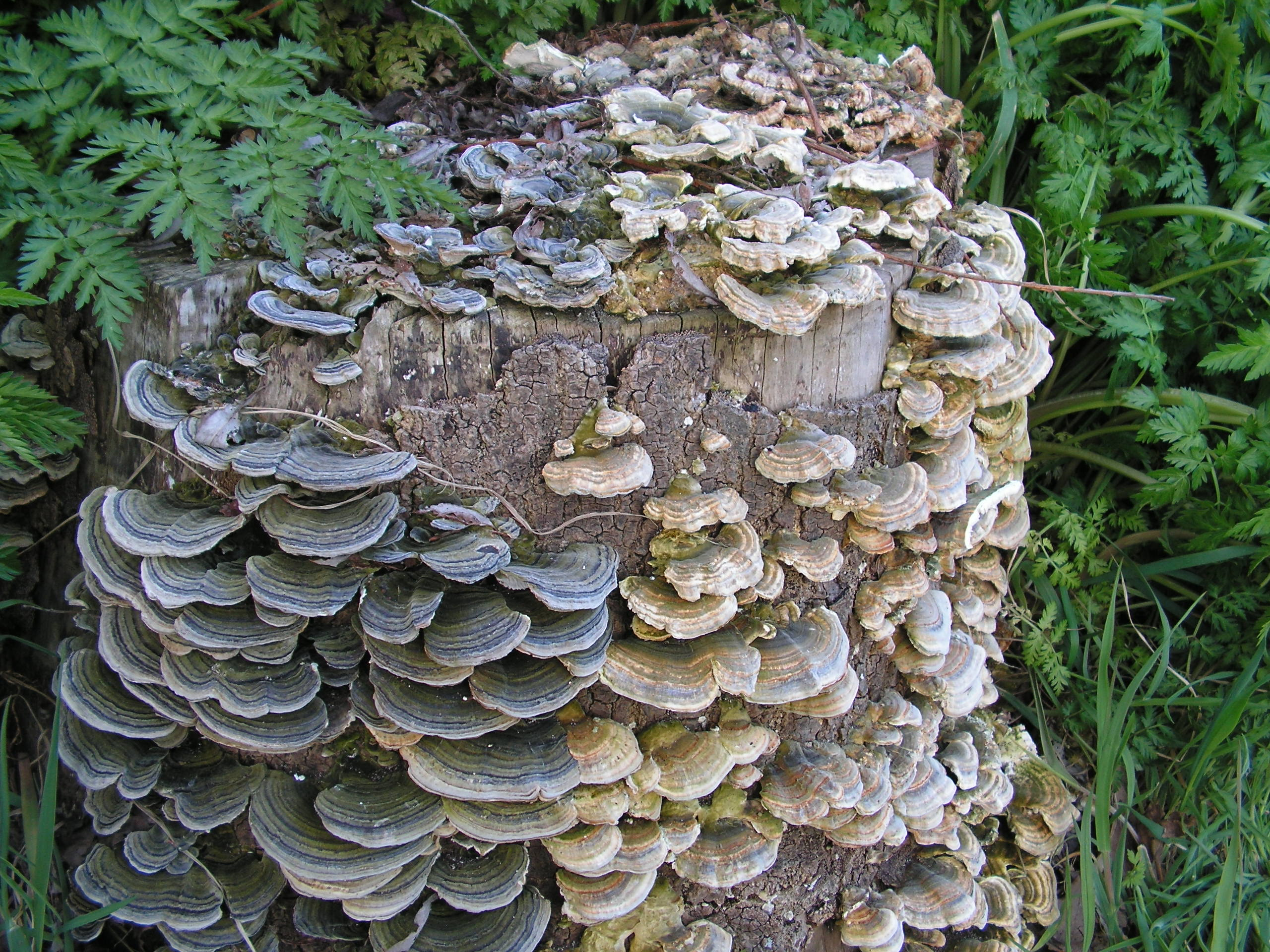
Кольорові різновидиT. versicolor
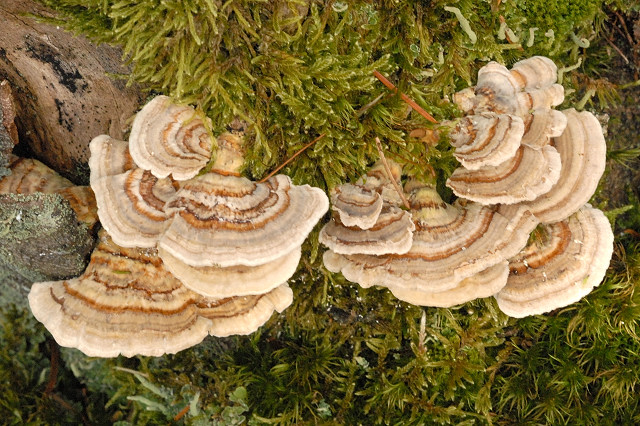
Бліді варіації
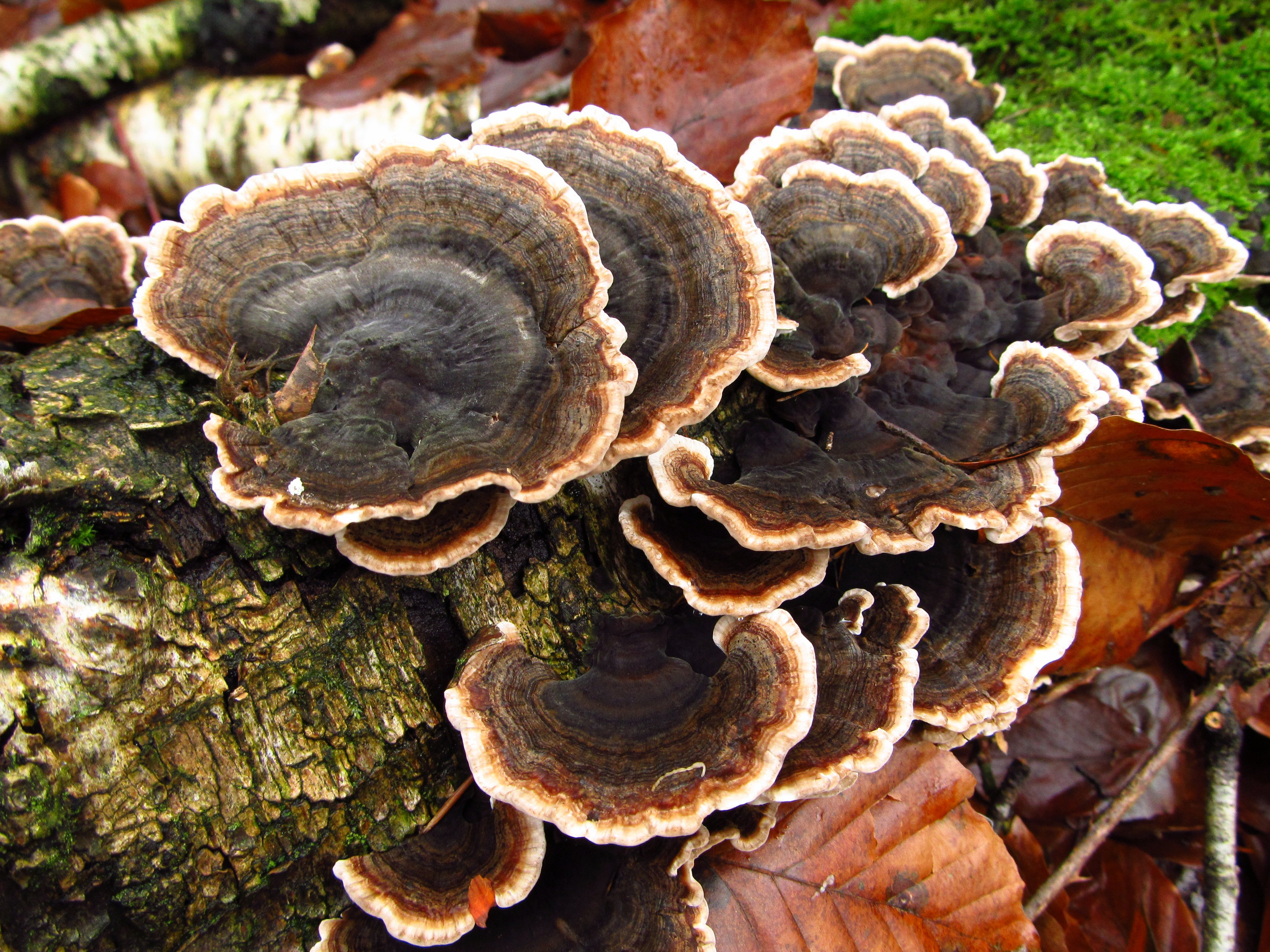
Коричневі варіації